# Curienne
Curienne é uma comuna francesa na região administrativa de Auvérnia-Ródano-Alpes, no departamento de Saboia. Estende-se por uma área de 8,55 km². Em 2010 a comuna tinha 706 habitantes (densidade: 82,6 hab./km²).